# Lepidoperca caesiopercula
Lepidoperca caesiopercula är en fiskart som först beskrevs av Whitley, 1951.  Lepidoperca caesiopercula ingår i släktet Lepidoperca och familjen havsabborrfiskar. Inga underarter finns listade i Catalogue of Life.